# Tuormusjärvi
Tuormusjärvi är en sjö i Finland. Den ligger i kommunen Pelkosenniemi i landskapet Lappland, i den norra delen av landet, 800 km norr om huvudstaden Helsingfors. Tuormusjärvi ligger 154,8 meter över havet. Arean är 80,4 hektar och strandlinjen är 4,92 kilometer lång. Sjön  ingår i Kemi älvs huvudavrinningsområde. 